# 日産・キャブスター
キャブスター（Cabstar）は日産自動車がかつて製造していた小型トラック・バンである。ダットサンブランドで売られていた。現在は後継車である、日産・アトラスの輸出車の名称になっている。

## 歴史

### 初代（A320型系、1968年-1976年）

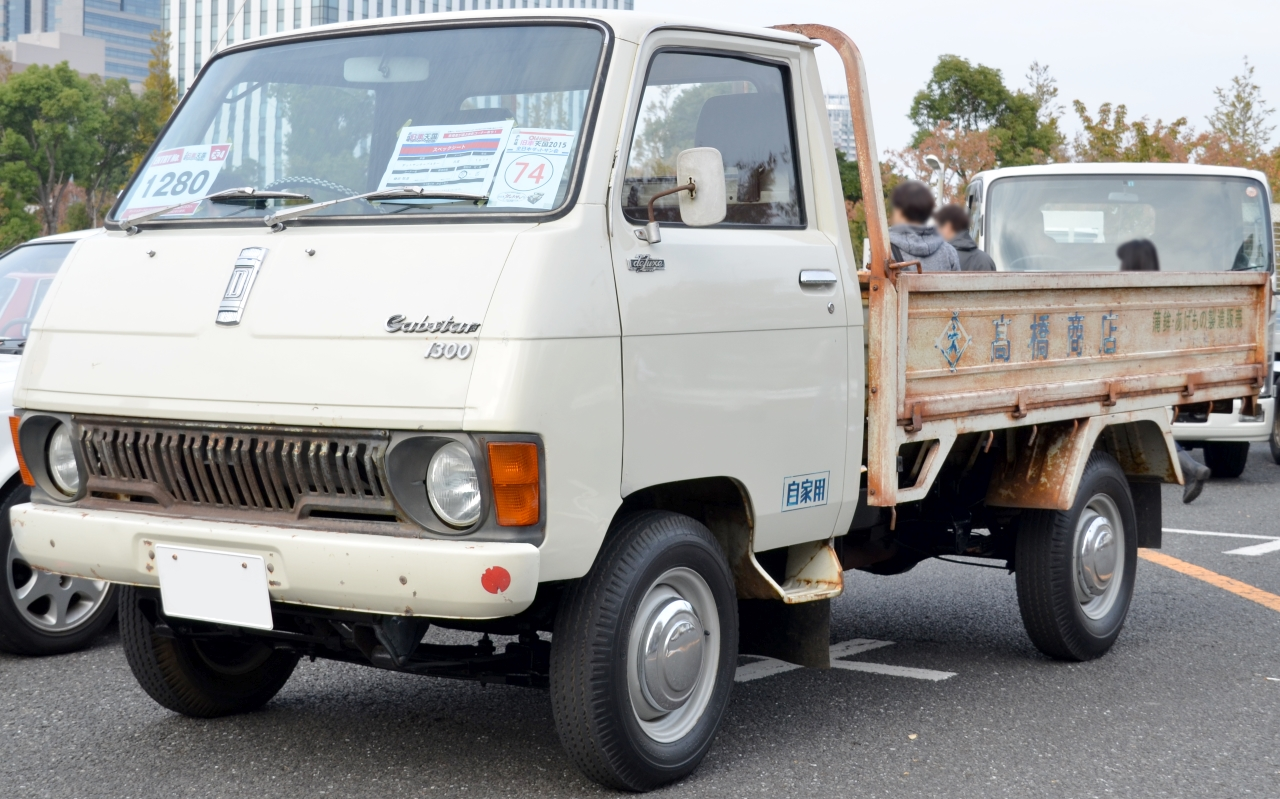
A321型系キャブスター1300

- 1968年10月7日[1] キャブライトの後継車としてA320型系登場。
- 1970年 フロントグリルの小変更。エンジンを1.3Lに拡大し「キャブスター1300」(A321型系車)となる。
- 1971年 1.5Lエンジン車追加。
- 1973年5月 マイナーチェンジ。前面が大幅に変更される。

### 2代目（F20型系、1976年-1982年）

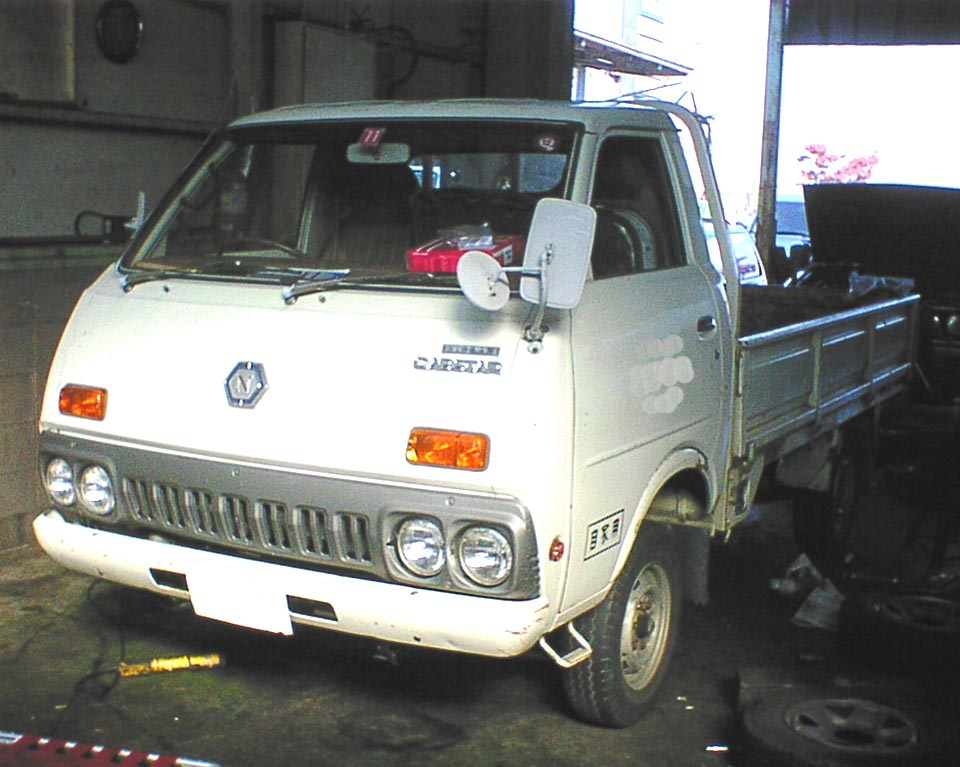
F20型系 キャブスター

- 1976年1月 F20型系登場。ホーマーと兄弟車に。同時にライトバンが廃止され、トラックのみの構成となる。前車軸の位置を座席下へ移動し、乗降性と足元スペースを改善した。
- 1977年11月 長尺スチール製高床車追加及び一部改良。
- 1978年4月 マイナーチェンジ。
- 1978年10月 1.0t積み低平床車（スーパーロー）追加。
- 1979年9月 54年排出ガス規制対応及びマイナーチェンジ。型式がF21型系車となる。乗降性向上のためステップを追加。モデルプレートが現行車種で採用されている書式に変更。
- 1982年2月、ホーマーとの統合により車名をアトラスに変更し、F22型系にモデルチェンジ。

### 3代目（F24型系、2006年-2013年）
アトラスの輸出名称として、2006年に、アトラスに先行して発表。ルノートラックがOEM供給を受けるとして、マキシティとして発売。
2014年に、キャブスターから、NT400に名称を変更。

## 備考
- 1950年代中頃から、日産ブランドでキャブスターという名のキャブオーバー大型バス（E590型系、標準車体は新日国工業製。）が存在した。混乱を避けるためか、1969年ごろにこの名称は消滅。